# Sant Antoni Abat de Solsona
La Capella de Sant Antoni Abat era un edifici religiós situat a Solsona, prop de la casa coneguda com "de les hores". Edifcicada a principis del segle XVIII pels traginers de Solsona, que van establir el seu propi lloc de culte dedicat a Sant Antoni Abat.

## Història
Els traginers de Solsona van sol·licitar permís als consols de la ciutat l'any 1708 per a la construcció de la capella, a canvi d'una contraprestació econòmica de la família Isanta, propietària de la casa del rellotge. A partir dels anys de la segona república, el propietari de la capella va decidir reconvertir-la en una barberia, i actualment hi ha una botiga de Movistar.

## Arquitectura
L'any 1722, els quatre macips del barri van demanar permís per a decorar l'accés a la capella amb una portalada, formada per dues columnes dòriques, un timpà i un òcul circular del qual penjava una campaneta.